# Zyginella melichari
Zyginella melichari är en insektsart som beskrevs av Irena Dworakowska 1977. Zyginella melichari ingår i släktet Zyginella och familjen dvärgstritar.
Artens utbredningsområde är Vietnam. Inga underarter finns listade i Catalogue of Life.